# Astrid-Lindgren-Preis (Deutschland)
Der deutsche Astrid-Lindgren-Preis war ein Kinderliteraturpreis, der zu Ehren der Autorin Astrid Lindgren zu deren runden Geburtstagen vom Verlag Friedrich Oetinger verliehen wurde. Ebenso wie der schwedische Astrid-Lindgren-Preis wurde er erstmals 1967 ausgelobt.
Der Preis wurde von 1969 bis 1999 für unveröffentlichte, in deutscher Sprache verfasste Manuskripte vergeben. Über die Preisvergabe entschied eine vierköpfige Jury. Als Preisgeld war zuletzt (2007) eine Summe von 10.000 € ausgeschrieben. Die mit dem Preis ausgezeichneten Werke wurden außerdem im Oetinger-Verlag verlegt.

## Preisträger
Die Preise wurden zu runden Geburtstagen von Astrid Lindgren ausgeschrieben. (Die eingeklammerte Zahl gibt an, um welches Jubiläum es sich handelte.)
- 1969 (60.): Hilde Heisinger: Tim und die Unsichtbaren.
- 1973 (65.): Eugen Oker: Babba, sagt der Maxl, du musst mir eine Geschichte erzählen.
- 1977 (70.): nicht vergeben
- 1989 (80.): Karla Schneider: Fünfeinhalb Tage zur Erdbeerzeit.
- 1999 (90.): Susanne Ellensohn: Der lange Hans oder die heimliche Flucht.
- 2007 (100.): nicht vergeben, es gab zwar 600 Einreichungen, jedoch genügte keine den Qualitätskriterien der Jury.[2]